# Léo de Hurlevent
Albums de Alain Meilland
Les dix (premiers) Printemps d'un poète
(2006)
Créé par Alain Meilland à l’occasion du XXe anniversaire de la mort du poète chanteur Léo Ferré le spectacle Léo de Hurlevent a également fait l’objet d’un livre raconté par Alain Meilland dans une mise en récit de Gilles Magréau et d’un enregistrement, réalisé en public, lors des représentations (18 au 21 mars 2012) au Théâtre St Bonnet à Bourges Mise en scène et Adaptation : Alain Meilland - Scénographie : Aline Meilland.
(Le titre Léo de Hurlevent est inspiré du titre d'une chanson de Maurice Fanon Monsieur Léo de Hurlevent)

## Textes
- Léo Ferré
- Charles Baudelaire
- Guillaume Apollinaire
- Louis Aragon
- Alain Meilland

## Musiques
- Léo Ferré
- Stéphane Scott

## Arrangements
- Stéphane Scott

## Interprétations
- Chant (1 à 18), Guitare (11) : Alain Meilland

Arrangements (1 à 18), Piano (1, 2, 4, 7, 8, 10, 15, 16, 17, 18), Harmonium (3, 9), Ocarina (6), Percussions (9, 11, 14), Componium (5), et 2e voix (11, 12) : Stéphane Scott

## Fiche technique
- Enregistré en public du 18 au 21 mars 2012
- Au Théâtre St Bonnet à Bourges.
- Prise de son : Robin Dallier L’ombre du Buzz – Mézières – 41100 Perigny
- Mixage et Mastering : Stéphane Scott
- Pressage : ALLDUP 24-30 rue Karl Hébert 92400 Courbevoie
- Conception et impression jaquette : Frédéric Terrier-Mille Univers
- Dessin : Aline Meilland
- Photos : Bernard Poisson
- Production : Des Chansons et des Hommes, Les Demoiselles de Thuet 18340 Plaimpied-
- Référence : DCEDH-01-2012/1

## Titres du CD
1. L'Âge d'Or (paroles et musique Léo Ferré) 3 min 20 s
2. Regarde-moi bien (Texte : Alain Meilland extrait de Léo de Hurlevent) 12 s
3. L’Idole d'Or (paroles et musique Léo Ferré) 2 min 59 s
4. A comme Amour (Texte : Alain Meilland extrait de Léo de Hurlevent) 52 s
5. L’Amour (paroles et musique Léo Ferré) 2 min 41 s
6. Tu ne dis jamais rien (paroles et musique Léo Ferré) 4 min 53 s
7. Sans dire ton nom (Texte : Alain Meilland extrait de Léo de Hurlevent) 15 s
8. Petite (paroles et musique Léo Ferré) 3 min 31 s
9. Le premier janvier de l'An 2000 (Texte de Léo Ferré dit par Alain Meilland) 52 s
10. Les Hiboux (Texte de Charles Baudelaire - musique Léo Ferré) 2 min 54 s
11. Être né en 68 (Texte : Alain Meilland extrait de Léo de Hurlevent) 17 s
12. Vingt ans (paroles et musique Léo Ferré) 2 min 14 s
13. Marizibill (Texte de Guillaume Apollinaire - musique Léo Ferré) 2 min 37 s
14. L’Affiche rouge (Texte de Louis Aragon - musique Léo Ferré) 4 min 29 s
15. Le vin de l’assassin  (Texte de Charles Baudelaire - musique Léo Ferré) 3 min 41 s
16. Graine d’Ananar (paroles et musique Léo Ferré) 3 min 25 s
17. Les 400 coups (paroles et musique Léo Ferré) 4 min 13 s
18. L'Oppression (paroles et musique Léo Ferré) 5 min 22 s
19. Ni Dieu ni Maitre (paroles et musique Léo Ferré) 2 min 43 s
20. Thank you Satan (paroles et musique Léo Ferré) 4 min 20 s
21. Quand je fumerai autre chose que des Celtiques' (Texte de Léo Ferré dit par Alain Meilland sur la musique de Stéphane Scott : Nos dernières cartouches) 4 min 03 s
22. L’Autre chemin (Texte : Alain Meilland extrait de Léo de Hurlevent) 35 s
23. Les anarchistes (paroles et musique Léo Ferré) 3 min 22 s
24. Vous savez qui je suis maintenant (Texte de Léo Ferré dit par Alain Meilland) 40 s
25. Avec le temps (paroles et musique Léo Ferré) 4 min 27 s